# Palestyna na Letnich Igrzyskach Olimpijskich 2000
Palestynę na Letnich Igrzyskach Olimpijskich 2000 reprezentowało dwoje zawodników – jeden mężczyzna i jedna kobieta.

## Skład kadry

### Lekkoatletyka
Mężczyźni
- Ramy Dieb - chód na 20 km (44. miejsce)

### Pływanie
Kobiety
- Samar Nassar - 50 m stylem dowolnym (65. miejsce eliminacji)